# Alvares (Iran)
Pour les articles homonymes, voir Alvares.
Alvares, aussi écrit Ālvārsī, Alvars, ou Alvārī (en persan : الوارس), est une localité de la province d'Ardabil en Iran. Elle abrite une station de sports d'hiver sur les pentes du Savalan, dans l'Elbourz occidental.